# 生江義男
生江 義男（なまえ よしお、1917年（大正6年）3月2日 - 1991年（平成3年）4月28日）は、日本の教育者、専門は比較文化論。元学校法人桐朋学園理事長。

## 来歴・人物
宮城県石巻市生まれ。石巻市立石巻中学校、東京高等師範学校卒、1941年（昭和16年）病のため東京文理科大学史学科を中退（のち53年卒業）。
1941年石巻市立石巻中学校教諭となるが、43年応召で中国に渡る。復員後、48年から桐朋学園に勤務。桐朋女子部教務・事務主任のときの51年、音楽科を併設して小沢征爾らの人材を輩出させた。60年から桐朋幼稚園・桐朋小学校・桐朋女子中学校・高等学校の専任校長となり、通信簿廃止・入学時の筆記試験廃止など個性重視の教育を実践し、62年桐朋学園大学教授兼務、86年から桐朋学園理事長を務めた。日本私学研究所所長。
山口瞳の小説『けっぱり先生』のモデルとしても有名である。1988年12月 日本経済新聞で「私の履歴書」を執筆した（1989年１月に平成が始まったため、実質的に昭和最後の「私の履歴書」となった）
三井ホーム社長や桐朋学園同窓会長を務めた生江隆之は長男。桐朋学園大学音楽学部で学部長を務めた小森谷 泉は義理の息子。

## 著書
- 『目で見る日本美術ものがたり』東西文明社 精選学校図書館全集 1953年。
- 『教育八方やぶれ』有紀書房 1967年。
- 『学園歳時記』桐朋教育研究所 桐朋選書 1969年。
- 『あすを語る 生江義男対談』桐朋教育研究所 桐朋選書 1970年。
- 『緑・砂・人 非西欧世界の幻想と現実』桐朋教育研究所 桐朋選書 1971年。
- 『私の受けた教育』ティビーエス・ブリタニカ 私の現代史シリーズ 1978年。
- 『明日を開く人間教育』国土社 1983年。
- 『シルクロードと宗教の道 西方浄土の起源を求めて』日本放送出版協会 1984年。
- 『創造する力 生江義男対談集』桐朋教育研究所編 二期出版 1988年。
- 『飛天のうた 飛鳥・奈良文化と歴史』桐朋教育研究所 桐朋選書 1989年。
- 『学園歳時記 けっぱり先生朝のおはなし集』桐朋教育研究所 桐朋選書 1993年。

### 共編著
- 『中学社会科指導講座』全3巻　編 雄山閣出版 1961-62年。
- 『社会科における視聴覚教材活用の理論と実際 見る社会科・聞く社会科』平田嘉三共編著 葵書房 1965年。
- 『黄河の譜 敦煌・雲崗・龍門への旅』秋岡家栄共著 三省堂 1979年。
- 『教育を考える』クラウス・ルーメル対談 麒麟麦酒 キリン・ライフ・ライブラリー 1982年。
- 『教科教育百年史』奥田真丈監修 宮脇理ほか共編 建帛社 1985年。

### 記念論集
- 『歴史論集 生江義男先生還暦記念』生江義男先生還暦記念歴史論集刊行委員会 1978年。
- 『風の彼方へ 生江義男先生追悼文集』生江義男先生追悼文集刊行会 1993年。